# Diostracus flavipes
Diostracus flavipes är en tvåvingeart som beskrevs av Sadao Takagi 1968. Diostracus flavipes ingår i släktet Diostracus och familjen styltflugor. Inga underarter finns listade i Catalogue of Life.